# Emma Zilli
Pour les articles homonymes, voir Zilli (homonymie).
Emma Zilli (née le 11 novembre 1864 à Fagagna, dans la province d'Udine et morte en janvier 1901 à La Havane, Cuba) est une soprano italienne qui est peut-être mieux connue pour avoir créé le rôle d'Alice dans l'opéra Falstaff de Verdi en 1893.

## Biographie
Née à Fagagna, dans la (province d'Udine), Emma Zilli est la fille d'une pianiste, Lucia Carlina, qui lui enseigne le piano. Emma ne commence à chanter qu'après avoir épousé le peintre Giacomo Zilli en 1882. Elle débute sur scène en 1887 à Ferrare en interprétant Paolina dans Poliuto de Donizetti, puis joue dans Attila. Elle chante pour la première fois à La Scala de Milan en janvier 1889 ; elle y interprète Camille dans Zampa de Hérold. Elle est la première Atenaide de Tirindelli à Venise en 1892, est préférée par Giuseppe Verdi à 16 autres artistes pour créer le rôle d'Alice Ford dans son Falstaff monté à La Scala de Milan en 1893 et fait ses débuts au Covent Garden dans le même rôle à la première britannique de l'opéra en 1894,. Le 10 février 1898, elle participe à la création de l'opéra Antony de Vittorio Norsa avec le ténor Emiliani et le baryton Pessina au théâtre communal de Ferrare
Zilli était une cantatrice puissante, mais sa voix avait un fort vibrato qui ne plaisait pas à tout le monde, Parmi ses rôles préférés, il y avait la Manon Lescaut de  Puccini et Fidelia dans l'opéra Edgar du même compositeur. 
Au sommet de sa carrière, Zilli attrape la fièvre jaune lors de représentations en Amérique et meurt à La Havane, à Cuba.

## Source
- (en) Cet article est partiellement ou en totalité issu de l’article de Wikipédia en anglais intitulé « Emma Zilli » (voir la liste des auteurs).